# タッカーノ
タッカーノ（1988年3月1日 - ）は、日本のお笑い芸人。本名、高野 尚之（たかの なおゆき）。プロダクション人力舎所属。元リンゴスターのメンバー。旧芸名、リンゴスター高野（りんごすたーたかの）。

## 略歴・人物
スクールJCA19期生。東京都葛飾区出身。東京工芸大学芸術学部デザイン学科卒業。身長160cm、血液型A型。趣味・特技はギター、ピアノ、本作り等。
2010年に養成所の同期である小川裕史・平田俊之とトリオ「リンゴスター」を結成。2014年にはキングオブコントの決勝に進出するが、2017年に解散。
トリオ解散後は「リンゴスター高野」名義でピン芸人として活動し、2018年からは、「タッカーノ」と改名した。

## 芸風
ネタは主に一人コント。

## 賞レース戦績

### R-1ぐらんぷり/R-1グランプリ
- 2018年 2回戦進出（リンゴスター高野名義）[6]
- 2019年 3回戦進出[7]
- 2020年 2回戦進出[8]
- 2021年 1回戦敗退[9]

## 出演
トリオ時代の出演についてはリンゴスター (お笑い)#出演を参照。

### テレビ
- ネタパレ（2021年4月30日[10]、フジテレビ）
- キャラダチミュージアム〜MoCA〜（2021年7月11日[11]・8月15日[12]・29日[13]、フジテレビ）
- ぽかぽか（2023年1月24日[14]、フジテレビ）